# Johann Bernhard Fischer von Erlach
Johann Bernhard Fischer von Erlach (Graz, 20 luglio 1656 – Vienna, 5 aprile 1723) è stato un architetto austriaco, tra le personalità più significative del barocco europeo.

## Biografia

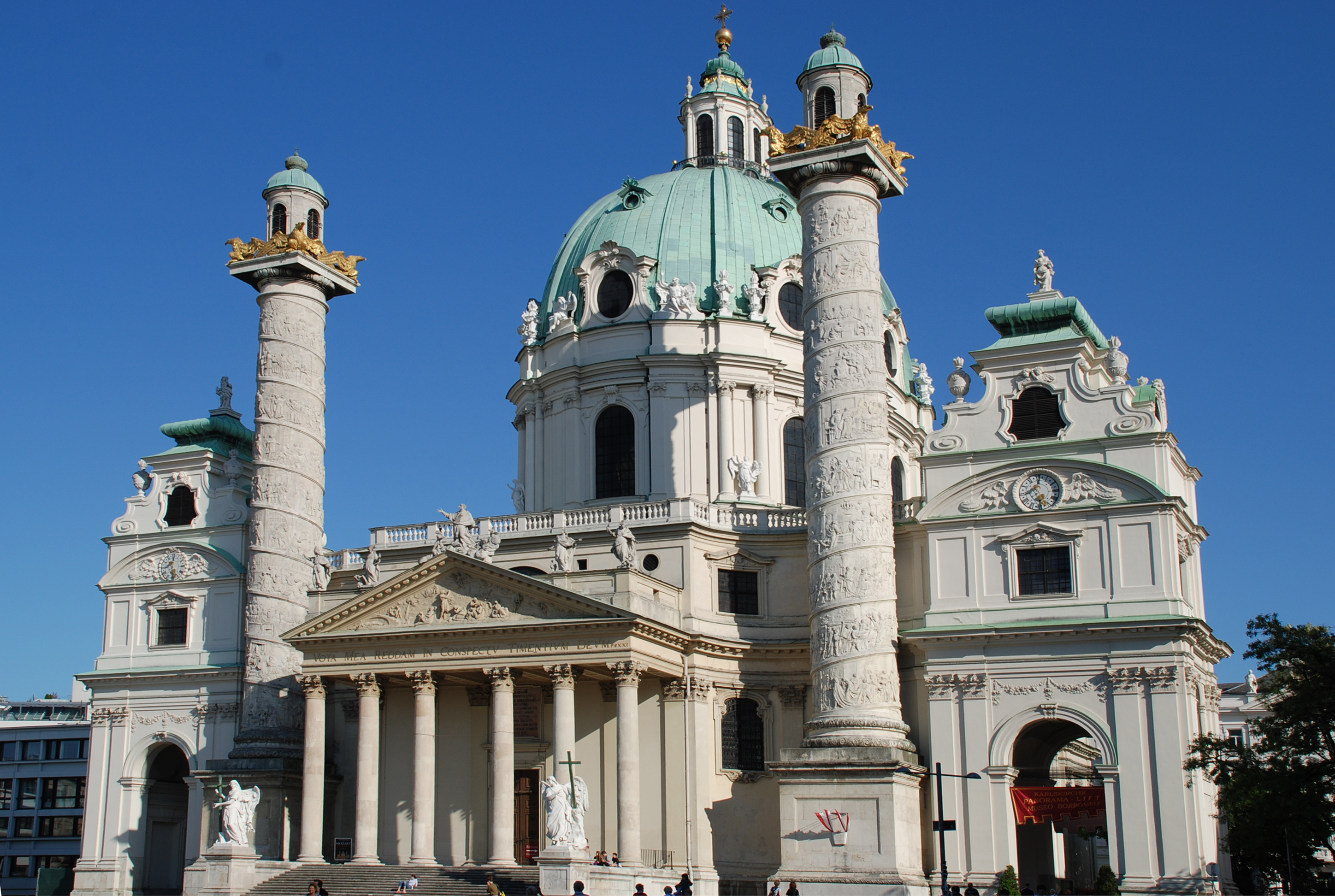
La Chiesa di San Carlo a Vienna.

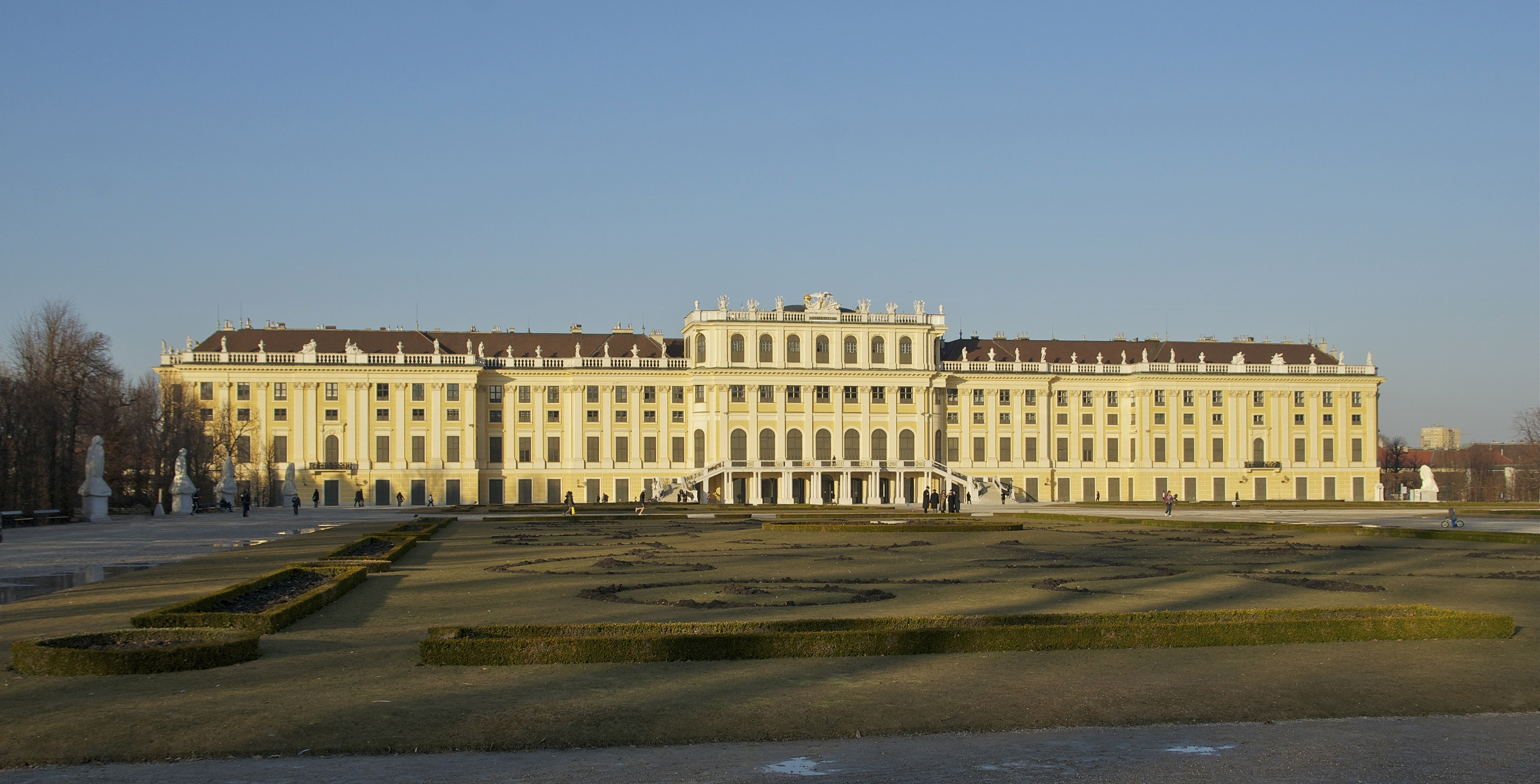
il Castello di Schönbrunn.

Johann Bernard Fischer è figlio di uno scultore di Graz, dopo aver studiato presso la bottega del padre nel 1674 scese in Italia, a Roma, dove divenne probabilmente allievo dell'architetto e decoratore Giovan Paolo Schor e frequentò la cerchia di Bernini e Carlo Fontana. Lavorò come scultore a Roma e Napoli: nella penisola ebbe modo di conoscere Giovanni Pietro Bellori, Cristina di Svezia, Athanasius Kircher. 
Dopo oltre dodici anni Johann torna in patria nel 1686, che dopo la vittoriosa Battaglia di Vienna del 1683 contro i Turchi trova una capitale finalmente liberata e pronta a rinascere. 
Fischer von Erlach inizia una folgorante carriera e sarà il costruttore di grandiosi edifici a Vienna. Occuperà il posto di scultore alla corte imperiale degli Asburgo fino al 1689, divenendo in seguito professore d'architettura del futuro erede al trono l'arciduca Giuseppe. Nel 1694 inizia la costruzione di diverse chiese a Salisburgo: la chiesa della Trinità (1694), quella dell'Ospedale di San Giovanni (1699), quella delle Orsoline (1699) e la Kollegienkirche (1707), caratterizzate dalla ricerca di un movimento della pianta centrale. 
Nel 1705 il nuovo imperatore Giuseppe I d'Asburgo, un sovrano ansioso di emulare lo splendore del suo rivale Luigi XIV in Francia, lo nominerà Erster Hofbaumeister, Primo architetto di Corte, insignendolo di un titolo nobiliare e quindi conferendo al suo nome l'aggiunta di von Erlach.
Fischer von Erlach realizzerà i suoi maggiori capolavori iniziando dal 1715, quando cominciò la celebre Chiesa di San Carlo a Vienna (1715 - 1721).  Il suo progetto combina la facciata di Sant'Agnese in Agone del Borromini e il portico del Pantheon con un paio di gigantesche colonne dalla Colonna Traiana,  che qui sostituiscono le torri della facciata (Le torri vere e proprie sono divenute due corpi angolari che ricordano il Louvre). Con questi elementi rigidi dell'arte imperiale romana, incastrati nelle curvature elastiche della sua chiesa, Fischer von Erlach esprime il potere della fede cristiana di assorbire e trasfigurare gli splendori dell'antichità. In sintesi, queste reminiscenze classiche concludono quasi l'esperienza barocca, anticipando già la visione neoclassica. Sarà portata a termine dal figlio, Joseph Emanuel nel 1721. Poi iniziò il complicato cantiere dello scenografico Castello di Schönbrunn a Vienna, al quale aveva presentato i progetti già dal 1695-96.
Nel 1716 disegnò il progetto della Biblioteca di Corte, e della Cappella degli Elettori nella Cattedrale di Breslavia. 
Fischer von Erlach, considerato uno dei più grandi architetti austriaci, ha tentato una sintesi di elementi diversi provenienti da periodi differenti del Barocco. Questa è la peculiarità che ha donato l'originalità ai suoi edifici tanto apprezzati dalla Corte di Vienna, città che conserva ancor oggi innumerevoli opere di Fischer von Erlach e di suo figlio, Joseph Emanuel.

## Opere
in Moravia :

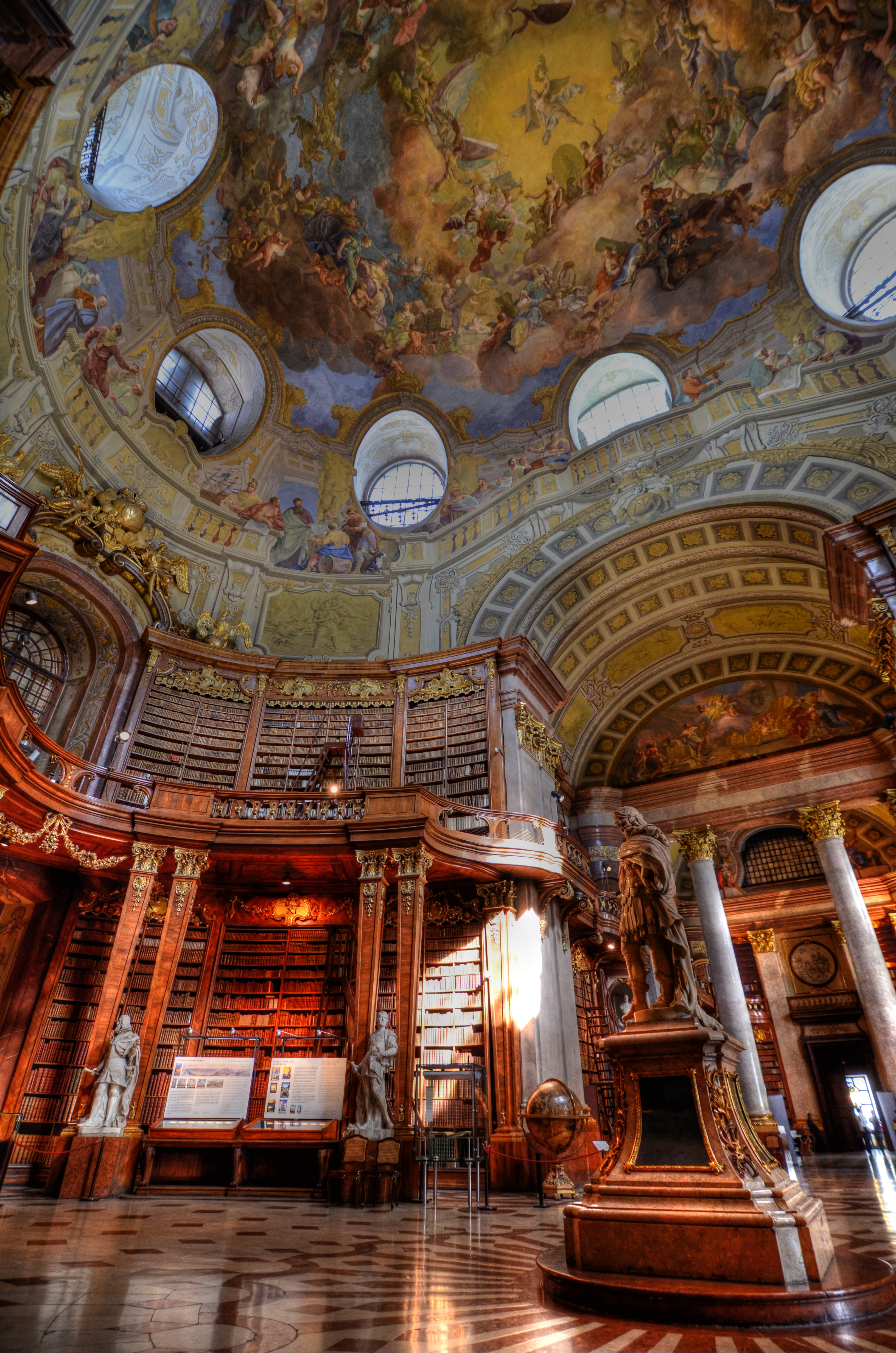
La Sala Magnifica della Biblioteca imperiale di Vienna.

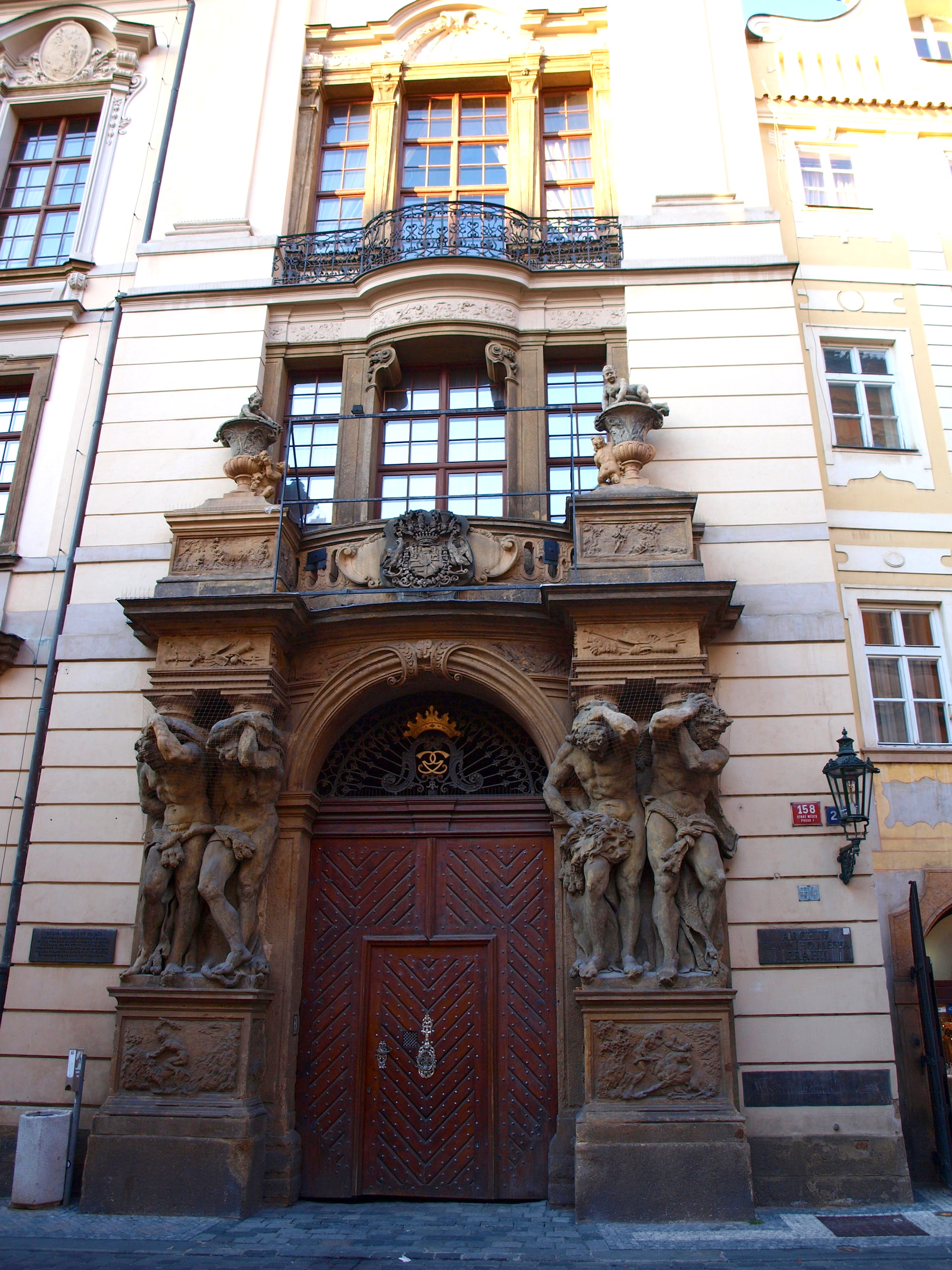
Palazzo Clam-Gallas a Praga.

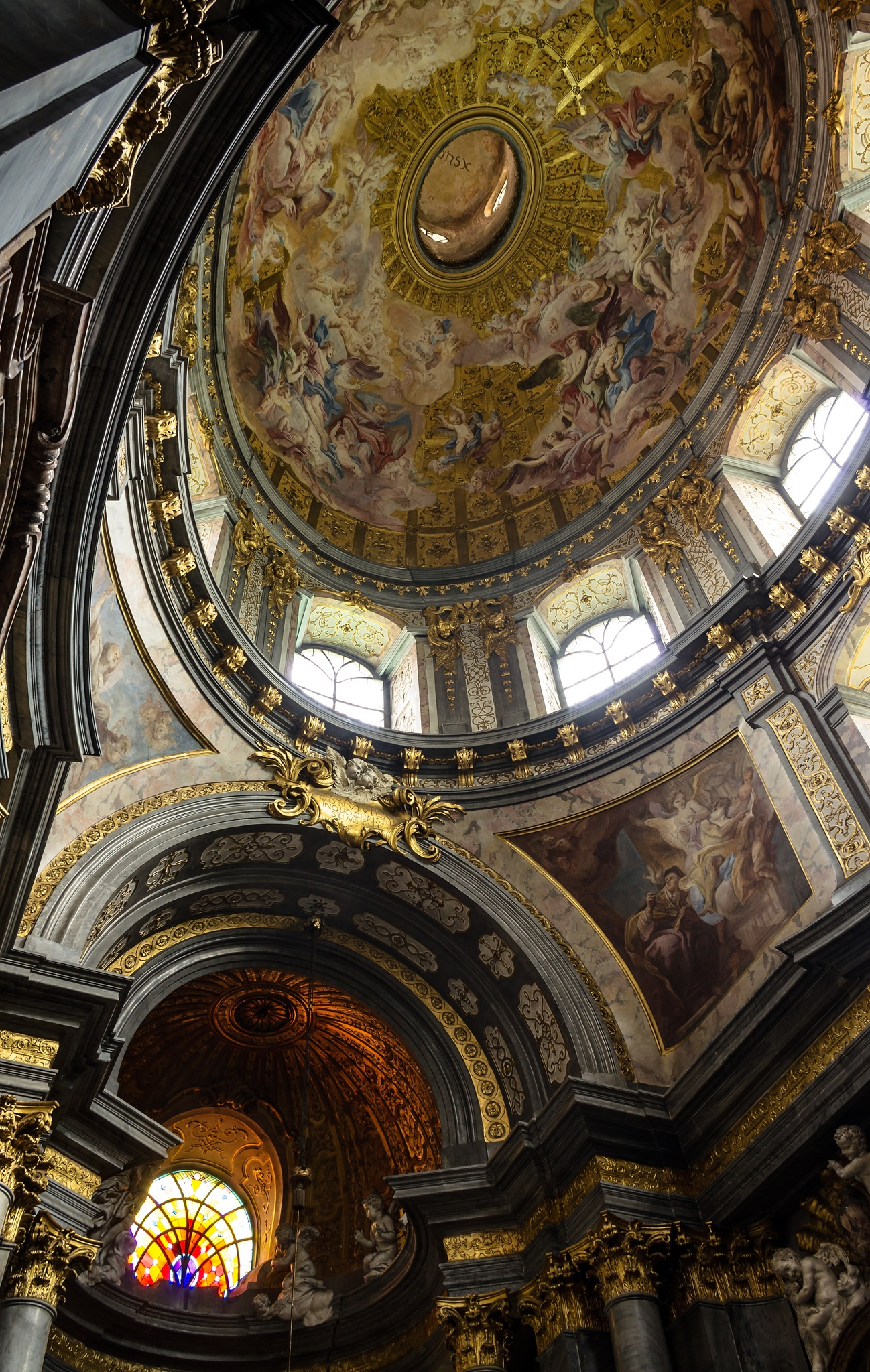
La Cappella degli Elettori della Cattedrale di Breslavia.

- il Castello di Vranov nad Dyjí, 1687-1695

A Salisburgo :
- Portale dell'Hofmarstall, 1694
- Santuario di Kirchental bei Lofer, 1694-1701
- Chiesa della Trinità, 1694-1702
- Johannesspitalskirche, Chiesa dell'Ospedale di San Giovanni, 1699-1703
- Kollegienkirche, 1696-1707.
- Chiesa delle Orsoline, 1699-1705
- Castello di Klessheim, a partire dal 1700.
- Altare della Chiesa dei Francescani, 1708-1710

A Vienna :
- Pestsäule am Graben, Colonna della Peste, 1687
- Palazzo del conte Leopold von Schlick, 1692.
- progetti per il Palazzo Schönborn-Batthyány, 1692-1693
- Palazzo d'Inverno del Principe Eugenio di Savoia: progetto 1695, costruzione 1697-1702
- Castello di Schönbrunn: progetto 1695-96, costruzione dal 1715
- Portale e attico di Palazzo Liechtenstein, 1705
- Cancelleria boema, 1708-1714
- Palazzo Lobkowitz, trasformazioni,  1709-1711
- Palazzo Trautson, 1710-1712.
- Chiesa di San Carlo, 1715-23.
- Scuderie imperiali, 1719-1721
- Palazzo Schwarzenberg, 1720-22
- progetto per la Biblioteca imperiale, 1723.

In Austria :
- Altare della Chiesa di Straßengel, 1687
- Trasformazioni del Mausoleo di Graz, 1687-1699
- Trasformazioni del Mausoleo di Ehrenhausen, 1690
- Altare del Santuario di Mariazell, 1692-1704
- Castello di Niederweiden, 1693.
- Colonna di Perchtoldsdorf, 1713

Nella Repubblica Ceca :
- Palazzo Clam-Gallas di Praga, 1713-1719
- Castello di Jičíněves nell'omonimo comune, 1715-1717

In Polonia :
- Cappella degli Elettori della Cattedrale di Breslavia, 1716-1724